# 中国驻埃塞俄比亚大使馆
中华人民共和国驻埃塞俄比亚联邦民主共和国大使馆，简称中国驻埃塞俄比亚大使馆，是中华人民共和国驻埃塞俄比亚联邦民主共和国的外交代表机构，位于24高地13居会季玛路792号（House No.792，Jimma Rd，Kebeke 13，higher 24）。中國和埃塞俄比亞兩國於1970年11月24日建交，随后两国在对方国家的首都互设大使馆。

## 机构设置
中国驻埃塞俄比亚大使馆设置下列机构：
- 政治和新闻处
- 经济商务处
- 文化教育处
- 武官处
- 领事侨务处
- 办公室

## 外部連結
- 中华人民共和国驻埃塞俄比亚联邦民主共和国大使馆官方网站（简体中文）（英文）
- 中国驻埃塞俄比亚大使馆的Facebook專頁
- 中国驻埃塞俄比亚大使馆的X（前Twitter）